# سیلویا ویسوتسکا
سیلویا ویسوتسکا (لهستانی: Sylwia Wysocka؛ زادهٔ ۵ اکتبر ۱۹۶۲) بازیگر اهل لهستان است.
از فیلم‌ها یا مجموعه‌های تلویزیونی که وی در آن‌ها نقش داشته‌است، می‌توان به ترانه عاشقانه‌ای برای یانوشِک، هر کجا که باشی، در خوشی و سختی، در خیابان سپولنی، رنگ‌های خوشبختی، دوستان، پدر متیو، طایفه، خانه کشیش و شوپن: میل به عاشقی اشاره نمود.